# 蚊子草
蚊子草，又名合叶子，是蔷薇科蚊子草属的植物。分布在日本、俄罗斯、蒙古以及中国大陆的辽宁、黑龙江、内蒙古、吉林、山西、河北等地，生长于海拔200米至2,000米的地区，常生长在山麓、林缘、河岸、草地、沟谷及林下，目前尚未由人工引种栽培。存在變種光叶蚊子草（Filipendula palmata var. glabra）。